# Xiantao
Xiantao is een stad in de Chinese provincie Hubei, Volksrepubliek China. Bij de volkstelling van 2020 had de stad 752.155 inwoners.
Xiantao ligt 75 kilometer ten westen van de miljoenenstad Wuhan.
Door Xiantao loopt de nationale weg G318.